# Премозелло-Кьовенда
Премозелло-Кьовенда (п'єм. Premusel, італ. Premosello-Chiovenda) — муніципалітет в Італії, у регіоні П'ємонт,  провінція Вербано-Кузіо-Оссола.
Премозелло-Кьовенда розташоване на відстані близько 570 км на північний захід від Рима, 115 км на північний схід від Турина, 18 км на північний захід від Вербанії.
Населення — 2063 особи (2014).
Щорічний фестиваль відбувається 15 серпня. Покровитель — Богородиця Небовзята.

## Демографія
Населення за роками:

Станом на 1 січня 2023 року в муніципалітеті офіційно проживало 97 іноземців з 16 країн, серед них 16 громадян країн Євросоюзу та 8 громадян України.

## Сусідні муніципалітети
- Анцола-д'Оссола
- Беура-Кардецца
- Коссоньо
- Мергоццо
- Орнавассо
- П'єве-Вергонте
- Сан-Бернардіно-Вербано
- Тронтано
- Вогонья